# Don Johnson
Donald Wayne „Don“ Johnson (* 15. prosince 1949 Flat Creek) je americký herec, producent, režisér, zpěvák a skladatel. V průběhu své kariéry získal několik významných ocenění, například Zlatý glóbus. Známý je například z populárního seriálu Miami Vice z 80. let 20. století.

## Osobní život
Byl ženatý se slavnou herečkou Melanií Griffithovou a jejich dcera Dakota Johnsonová (* 1989) je rovněž známou herečkou (hrála například ve filmové trilogii Padesát odstínů). Celkem má pět dětí, syn Jesse (* 1982) je rovněž známým hercem.